# The Mrs. Carter Show World Tour
Tournées par Beyoncé
I Am… World Tour
(2009–10) On The Run Tour
(2014)
The Mrs. Carter Show World Tour est la quatrième tournée (troisième au niveau international) de l'artiste américaine Beyoncé. Les premières dates européennes et nord-américaines sont annoncées en février 2013 après la performance de Beyoncé lors de la mi-temps du Super Bowl XLVII. Le titre de la tournée est une référence à son mariage avec Jay-Z, de son vrai nom Shawn Carter. Julien Macdonald et Dean and Dan Caten, créateurs de Dsquared², ont été confirmés en tant que créateurs des costumes. Selon le magazine Pollstar, la tournée a rapporté 55,6 millions de dollars de recette entre avril et juin 2013. À la date du 22 novembre 2013, la chanteuse dépasse les 100 millions de dollars de recette, et se hisse à la première place du classement hebdomadaire de Billboard des plus grandes tournées. La tournée aura engrangé plus de 229,7 millions de dollars de recette pour un total de 2 millions de spectateurs à travers le monde. Elle se classe à la huitième place des tournées les plus lucratives de la décennie et à la vingtième place historiquement. Elle est également élue tournée la plus lucrative de l'année 2013,.

## Développement
Lors de la conférence de presse du Super Bowl XLVII le 31 janvier, Beyoncé a révélé qu'elle ferait une annonce après la prestation et a ajouté que les "fans devraient rester à l'écoute pour voir". Toutefois, le poster officiel de la tournée, lequel contient le nom de celle-ci dessus, a fuité sur le site de LiveNation avant l'annonce officielle,. Le O2 Arena londonien est annoncé le 3 février accompagné d'une publicité sur le site officiel de Beyoncé. La tournée générale est annoncée après la prestation du Super Bowl XLVII halftime show (concert de la mi-temps).
La tournée est composée de 100 dates et a débuté le 15 avril à Belgrade, en Serbie. Les premières dates annoncées sont les dates européennes et nord américaines suivront les dates sud américaines, australiennes et asiatiques. Bien que peu de promotion ait été faite, notamment le fait qu'aucun single ni album ne soit au moment de l'annonce exploité, certains concerts dont ceux de Los Angeles, Las Vegas, San Jose, Miami, Dallas, Houston, Chicago, Detroit, Boston, Washington et New York se sont vendus en quelques minutes.
À la suite d'une forte demande, l'équipe de management de Beyoncé a ajouté un concert chacun supplémentaire à Amsterdam, avec une demande de plus de 130 000 personnes, et Antwerp, deux à Londres et un à Manchester. L'entreprise de téléphonie O2, laquelle organisait la pré-vente des billets, a déclaré pouvoir vendre le O2 Arena de Londres 150 fois. Un porte-parole a déclaré : "Nous avons vu un niveau sans précédent de demande des clients O2 souhaitant acheter des tickets". Après la ruée vers l'attente frénétique des billets lors de la vente générale, les dates britanniques se sont vendus en seulement 3 minutes.
Le 11 décembre 2013, la 2e étape européenne a été annoncé. Cela a porté officiellement The Mrs. Carter Show World Tour en 2014. Il a également porté le nombre total de spectacles de 132, ce qui en fait sa plus longue tournée en cours à la date dépassant 2009-10 I Am… World Tour (108 dates), respectivement. Avec la deuxième annonce, une toute nouvelle affiche pour la tournée a été révélé et utilisé pour la promotion de tous les spectacles nouvellement ajoutés. Comme pour la première étape européenne, une ruée frénétique pour les billets (renforcée par la libération de Beyoncé (album) 3 jours avant la vente de billets a commencé) a donné lieu à des dates supplémentaires étant ajoutés pour tous les spectacles du Royaume-Uni, Dublin, Cologne, Amsterdam et Anvers. Il a ensuite annoncé que Knowles avait battu le record qu'elle avait elle-même mis plus tôt dans l'année, par la vente de 40 000 billets en moins d'une heure pour les deux concerts au Sportpaleis 2014 à Anvers. Aucune date n'est prévue pour la France à Paris en 2014, pour cause de fermeture pour travaux du Palais omnisports de Paris-Bercy de mars 2014 à octobre 2015.

## Première partie
| - Eva Simons (Amsterdam) - Franka Batelić (Zagreb) - LidoLido (Bærum) - Luke James (Europe / Amérique du Nord) - Melanie Fiona (Los Angeles) | - Iggy Azalea (Australie) - Calma Carmona (San Juan) - Stan Walker (Auckland / Sydney / Perth) - Sam Bailey (Royaume-Uni) (2014) - Monsieur Adi (Europe) (2014) |

## Dates de la tournée
| Date                 | Ville            | Pays             | Lieu                                  | Affluence | Revenu       |
| Europe               | Europe           | Europe           | Europe                                | Europe    | Europe       |
| -------------------- | ---------------- | ---------------- | ------------------------------------- | --------- | ------------ |
| 15 avril 2013        | Belgrade         | Serbie           | Kombank Arena                         | 16,719    | $834,621     |
| 17 avril 2013        | Zagreb           | Croatie          | Arena Zagreb                          | 16,920    | $932,089     |
| 19 avril 2013        | Bratislava       | Slovaquie        | Slovnaft Arena                        | 8,770     | $1,163,637   |
| 21 avril 2013        | Amsterdam        | Pays-Bas         | Ziggo Dome                            | 30,897    | $2,559,806   |
| 22 avril 2013        | Amsterdam        | Pays-Bas         | Ziggo Dome                            | 30,897    | $2,559,806   |
| 24 avril 2013        | Paris            | France           | Palais omnisports de Paris-Bercy      | 30,764    | $2,338,754   |
| 25 avril 2013        | Paris            | France           | Palais omnisports de Paris-Bercy      | 30,764    | $2,338,754   |
| 26 avril 2013        | Birmingham       | Royaume-Uni      | LG Arena                              | 29,046    | $2,952,937   |
| 27 avril 2013        | Birmingham       | Royaume-Uni      | LG Arena                              | 29,046    | $2,952,937   |
| 29 avril 2013        | Londres          | Royaume-Uni      | The O2 Arena                          | 97,082    | $9,733,780   |
| 30 avril 2013        | Londres          | Royaume-Uni      | The O2 Arena                          | 97,082    | $9,733,780   |
| 1er mai 2013         | Londres          | Royaume-Uni      | The O2 Arena                          | 97,082    | $9,733,780   |
| 3 mai 2013           | Londres          | Royaume-Uni      | The O2 Arena                          | 97,082    | $9,733,780   |
| 4 mai 2013           | Londres          | Royaume-Uni      | The O2 Arena                          | 97,082    | $9,733,780   |
| 5 mai 2013           | Londres          | Royaume-Uni      | The O2 Arena                          | 97,082    | $9,733,780   |
| 7 mai 2013           | Manchester       | Royaume-Uni      | Manchester Arena                      | 44,739    | $4,650,150   |
| 8 mai 2013           | Manchester       | Royaume-Uni      | Manchester Arena                      | 44,739    | $4,650,150   |
| 9 mai 2013           | Manchester       | Royaume-Uni      | Manchester Arena                      | 44,739    | $4,650,150   |
| 11 mai 2013          | Dublin           | Irlande          | The O2                                | 25,536    | $2,752,927   |
| 12 mai 2013          | Dublin           | Irlande          | The O2                                | 25,536    | $2,752,927   |
| 15 mai 2013          | Anvers           | Belgique         | Sportpaleis                           | 34,785    | $2,927,440   |
| 17 mai 2013          | Zurich           | Suisse           | Hallenstadion                         | 13,000    | $1,154,980   |
| 18 mai 2013          | Milan            | Italie           | Mediolanum Forum                      | 9,964     | $882,241     |
| 20 mai 2013          | Montpellier      | France           | Park&Suites Arena                     | 11,993    | $1,212,031   |
| 22 mai 2013          | Munich           | Allemagne        | Olympiahalle                          | 11,857    | $981,667     |
| 23 mai 2013          | Berlin           | Allemagne        | O2 World                              | 27,632    | $2,015,780   |
| 24 mai 2013          | Berlin           | Allemagne        | O2 World                              | 27,632    | $2,015,780   |
| 25 mai 2013[A]       | Varsovie         | Pologne          | Stade national de Varsovie (festival) | 49,034    | $3,651,304   |
| 27 mai 2013          | Copenhague       | Danemark         | Forum Copenhagen                      | 9,890     | $1,052,082   |
| 28 mai 2013          | Bærum            | Norvège          | Telenor Arena                         | 21,989    | $2,204,442   |
| 29 mai 2013          | Stockholm        | Suède            | Ericsson Globe                        | 13,934    | $1,318,690   |
| 31 mai 2013[B]       | Anvers           | Belgique         | Sportpaleis                           | [C]       | [C]          |
| 1er juin 2013[D]     | Londres          | Royaume-Uni      | Twickenham Stadium (festival)         | 45,060    | $5,132,599   |
| Amérique du Nord     |                  |                  |                                       |           |              |
| 28 juin 2013[E]      | Los Angeles      | États-Unis       | Staples Center (festival)             | 14,045    | $1,573,932   |
| 29 juin 2013         | Las Vegas        | États-Unis       | MGM Grand Garden Arena                | 12,913    | $1,856,203   |
| 1er juillet 2013     | Los Angeles      | États-Unis       | Staples Center                        | 13,715    | $1,798,782   |
| 2 juillet 2013       | San José         | États-Unis       | HP Pavilion at San Jose               | 12,304    | $1,414,075   |
| 5 juillet 2013       | Oklahoma City    | États-Unis       | Chesapeake Energy Arena               | 11,746    | $1,277,715   |
| 6 juillet 2013       | Dallas           | États-Unis       | American Airlines Center              | 13,758    | $1,427,075   |
| 7 juillet 2013[F]    | Nouvelle-Orléans | États-Unis       | Louisiana Superdome (festival)        | 38,441    | $5,766,150   |
| 9 juillet 2013       | Sunrise          | États-Unis       | BB&T Center                           | 12,269    | $1,328,330   |
| 10 juillet 2013      | Miami            | États-Unis       | American Airlines Arena               | 13,323    | $1,444,290   |
| 12 juillet 2013      | Duluth           | États-Unis       | Arena at Gwinnett Center              | 10,662    | $1,089,710   |
| 13 juillet 2013      | Nashville        | États-Unis       | Bridgestone Arena                     | 14,233    | $1,399,640   |
| 15 juillet 2013      | Houston          | États-Unis       | Toyota Center                         | 11,935    | $1,320,925   |
| 17 juillet 2013      | Chicago          | États-Unis       | United Center                         | 14,154    | $1,688,865   |
| 18 juillet 2013      | Saint Paul       | États-Unis       | Xcel Energy Center                    | 14,187    | $1,349,130   |
| 20 juillet 2013      | Auburn Hills     | États-Unis       | The Palace of Auburn Hills            | 13,901    | $1,414,609   |
| 21 juillet 2013      | Toronto          | Canada           | Air Canada Centre                     | 14,610    | $1,690,500   |
| 22 juillet 2013      | Montréal         | Canada           | Bell Centre                           | 14,609    | $1,570,565   |
| 23 juillet 2013      | Boston           | États-Unis       | TD Garden                             | 12,911    | $1,574,130   |
| 25 juillet 2013      | Philadelphie     | États-Unis       | Wells Fargo Center                    | 14,671    | $1,491,320   |
| 26 juillet 2013      | Atlantic City    | États-Unis       | Boardwalk Hall                        | 12,788    | $1,646,832   |
| 27 juillet 2013      | Charlotte        | États-Unis       | Time Warner Cable Arena               | 14,355    | $1,393,108   |
| 29 juillet 2013      | Washington       | États-Unis       | Verizon Center                        | 27,133    | $3,110,937   |
| 30 juillet 2013      | Washington       | États-Unis       | Verizon Center                        | 27,133    | $3,110,937   |
| 31 juillet 2013      | East Rutherford  | États-Unis       | Izod Center                           | 14,264    | $1,598,000   |
| 2 août 2013          | Uncasville       | États-Unis       | Mohegan Sun Arena                     | 7,473     | $702,825     |
| 3 août 2013          | New York         | États-Unis       | Barclays Center                       | 41,907    | $5,357,970   |
| 4 août 2013          | New York         | États-Unis       | Barclays Center                       | 41,907    | $5,357,970   |
| 5 août 2013          | New York         | États-Unis       | Barclays Center                       | 41,907    | $5,357,970   |
| Europe               |                  |                  |                                       |           |              |
| 17 août 2013[G]      | Chelmsford       | Royaume-Uni      | Weston Park (festival)                | N/A       | N/A          |
| 18 août 2013[G]      | Staffordshire    | Royaume-Uni      | Hylands Park (festival)               | N/A       | N/A          |
| Amérique du Nord     |                  |                  |                                       |           |              |
| 31 août 2013[H]      | Philadelphie     | États-Unis       | Benjamin Franklin Parkway (festival)  | N/A       | N/A          |
| Amérique Latine      |                  |                  |                                       |           |              |
| 8 septembre 2013     | Fortaleza        | Brésil           | Arena Castelão                        | 27,847    | $2,563,750   |
| 11 septembre 2013    | Belo Horizonte   | Brésil           | Mineirão Stadium                      | 22,023    | $1,986,730   |
| 13 septembre 2013[I] | Rio de Janeiro   | Brésil           | Parque dos Atletas (festival)         | N/A       | N/A          |
| 15 septembre 2013    | São Paulo        | Brésil           | Estadio do Morumbi                    | 37,346    | $3,415,660   |
| 17 septembre 2013    | Brasilia         | Brésil           | Stade Mané-Garrincha                  | 36,284    | $2,444,810   |
| 20 septembre 2013    | Caracas          | Venezuela        | Estadio de la USB                     | 9,406     | $4,737,070   |
| 22 septembre 2013    | Medellin         | Colombie         | Stade Atanasio-Girardot               | 4,300     | $822,500     |
| 24 septembre 2013    | Monterrey        | Mexique          | Monterrey Arena                       | 11,810    | $986,466     |
| 26 septembre 2013    | Mexico           | Mexique          | Palais des Sports                     | 19,027    | $1,858,905   |
| 28 septembre 2013    | San Juan         | Porto Rico       | Coliseo José Miguel Agrelot           | 14,358    | $1,801,378   |
| Océanie              |                  |                  |                                       |           |              |
| 16 octobre 2013      | Auckland         | Nouvelle-Zélande | Vector Arena                          | 44,760    | $6,748,371   |
| 17 octobre 2013      | Auckland         | Nouvelle-Zélande | Vector Arena                          | 44,760    | $6,748,371   |
| 18 octobre 2013      | Auckland         | Nouvelle-Zélande | Vector Arena                          | 44,760    | $6,748,371   |
| 19 octobre 2013      | Auckland         | Nouvelle-Zélande | Vector Arena                          | 44,760    | $6,748,371   |
| 22 octobre 2013      | Melbourne        | Australie        | Rod Laver Arena                       | 47,320    | $7,890,660   |
| 23 octobre 2013      | Melbourne        | Australie        | Rod Laver Arena                       | 47,320    | $7,890,660   |
| 25 octobre 2013      | Melbourne        | Australie        | Rod Laver Arena                       | 47,320    | $7,890,660   |
| 26 octobre 2013      | Melbourne        | Australie        | Rod Laver Arena                       | 47,320    | $7,890,660   |
| 28 octobre 2013      | Brisbane         | Australie        | Brisbane Entertainment Centre         | 22,214    | $3,815,980   |
| 29 octobre 2013      | Brisbane         | Australie        | Brisbane Entertainment Centre         | 22,214    | $3,815,980   |
| 31 octobre 2013      | Sydney           | Australie        | Acer Arena                            | 56,822    | $9,422,280   |
| 1er novembre 2013    | Sydney           | Australie        | Acer Arena                            | 56,822    | $9,422,280   |
| 2 novembre 2013      | Sydney           | Australie        | Acer Arena                            | 56,822    | $9,422,280   |
| 3 novembre 2013      | Sydney           | Australie        | Acer Arena                            | 56,822    | $9,422,280   |
| 5 novembre 2013      | Adélaïde         | Australie        | Adelaide Entertainment Centre         | 15,330    | $2,697,390   |
| 6 novembre 2013      | Adélaïde         | Australie        | Adelaide Entertainment Centre         | 15,330    | $2,697,390   |
| 8 novembre 2013      | Perth            | Australie        | Perth Arena                           | 26,356    | $4,994,010   |
| 9 novembre 2013      | Perth            | Australie        | Perth Arena                           | 26,356    | $4,994,010   |
| Amérique du Nord     |                  |                  |                                       |           |              |
| 30 novembre 2013     | Vancouver        | Canada           | Rogers Arena                          | 13,590    | $1,721,804   |
| 2 décembre 2013      | San Jose         | États-Unis       | HP Pavilion at San Jose               | 11,972    | $1,490,045   |
| 3 décembre 2013      | Los Angeles      | États-Unis       | Staples Center                        | 13,982    | $1,954,343   |
| 6 décembre 2013      | Las Vegas        | États-Unis       | MGM Grand Garden Arena                | 12,811    | $1,872,823   |
| 7 décembre 2013      | Phoenix          | États-Unis       | US Airways Center                     | 10,752    | $1,299,545   |
| 9 décembre 2013      | Dallas           | États-Unis       | American Airlines Center              | 12,011    | $1,336,055   |
| 10 décembre 2013     | Houston          | États-Unis       | Toyota Center                         | 11,936    | $1,414,525   |
| 12 décembre 2013     | Louisville       | États-Unis       | KFC Yum! Center                       | 14,979    | $1,746,575   |
| 13 décembre 2013     | Chicago          | États-Unis       | United Center                         | 14,005    | $1,859,745   |
| 14 décembre 2013     | Saint-Louis      | États-Unis       | Scottrade Center                      | 14,079    | $1,588,140   |
| 16 décembre 2013     | Toronto          | Canada           | Air Canada Centre                     | 14,785    | $1,906,954   |
| 18 décembre 2013     | Washington       | États-Unis       | Verizon Center                        | 14,074    | $1,605,612   |
| 19 décembre 2013     | Brooklyn         | États-Unis       | Barclays Center                       | 27,760    | $3,695,080   |
| 20 décembre 2013     | Boston           | États-Unis       | TD Garden                             | 13,003    | $1,686,370   |
| 22 décembre 2013     | Brooklyn         | États-Unis       | Barclays Center                       | [J]       | [J]          |
| Europe               |                  |                  |                                       |           |              |
| 20 février 2014      | Glasgow          | Royaume-Uni      | The SSE Hydro                         | 23,850    | $2,898,560   |
| 21 février 2014      | Glasgow          | Royaume-Uni      | The SSE Hydro                         | 23,850    | $2,898,560   |
| 23 février 2014      | Birmingham       | Royaume-Uni      | LG Arena                              | 29,006    | $3,400,510   |
| 24 février 2014      | Birmingham       | Royaume-Uni      | LG Arena                              | 29,006    | $3,400,510   |
| 25 février 2014      | Manchester       | Royaume-Uni      | Manchester Arena                      | 30,119    | $3,553,940   |
| 26 février 2014      | Manchester       | Royaume-Uni      | Manchester Arena                      | 30,119    | $3,553,940   |
| 28 février 2014      | Londres          | Royaume-Uni      | The O2 Arena                          | 99,183    | $11,251,358  |
| 1er mars 2014        | Londres          | Royaume-Uni      | The O2 Arena                          | 99,183    | $11,251,358  |
| 2 mars 2014          | Londres          | Royaume-Uni      | The O2 Arena                          | 99,183    | $11,251,358  |
| 4 mars 2014          | Londres          | Royaume-Uni      | The O2 Arena                          | 99,183    | $11,251,358  |
| 5 mars 2014          | Londres          | Royaume-Uni      | The O2 Arena                          | 99,183    | $11,251,358  |
| 6 mars 2014          | Londres          | Royaume-Uni      | The O2 Arena                          | 99,183    | $11,251,358  |
| 8 mars 2014          | Dublin           | Irlande          | The O2                                | 51,100    | $5,554,170   |
| 9 mars 2014          | Dublin           | Irlande          | The O2                                | 51,100    | $5,554,170   |
| 11 mars 2014         | Dublin           | Irlande          | The O2                                | 51,100    | $5,554,170   |
| 12 mars 2014         | Dublin           | Irlande          | The O2                                | 51,100    | $5,554,170   |
| 15 mars 2014         | Cologne          | Allemagne        | Lanxess Arena                         | 29,781    | $2,875,770   |
| 16 mars 2014         | Cologne          | Allemagne        | Lanxess Arena                         | 29,781    | $2,875,770   |
| 18 mars 2014         | Amsterdam        | Pays-Bas         | Ziggo Dome                            | 31,353    | $2,912,550   |
| 19 mars 2014         | Amsterdam        | Pays-Bas         | Ziggo Dome                            | 31,353    | $2,912,550   |
| 20 mars 2014         | Anvers           | Belgique         | Sportpaleis                           | 36,972    | $3,489,100   |
| 21 mars 2014         | Anvers           | Belgique         | Sportpaleis                           | 36,972    | $3,489,100   |
| 24 mars 2014         | Barcelone        | Espagne          | Palau Sant Jordi                      | 17,315    | $1,993,000   |
| 26 mars 2014         | Lisbonne         | Portugal         | MEO Arena                             | 36,051    | $3,064,960   |
| 27 mars 2014         | Lisbonne         | Portugal         | MEO Arena                             | 36,051    | $3,064,960   |
| CUMULATIF TOTAL      | CUMULATIF TOTAL  | CUMULATIF TOTAL  | CUMULATIF TOTAL                       | 1,925,589 | $219,095,069 |

### Particularités, annulations et déplacements de certains concerts
A  Ce concert fait partie du Orange Warsaw Festival.
B  Initialement prévu le 14 mai 2013, ce concert a été reporté au 31 mai pour cause de déshydratation chez la chanteuse.
C  Le nombre de tickets vendus et la recette de ce concert sont combinés avec ceux du 15 mai à Anvers.
D  Ce concert fait partie du festival Sound of Change Live.
E  Ce concert fait partie du festival BET Experience 2013.
F  Ce concert fait partie du Essence Music Festival.
G  Ces concerts font partie du V Festival.
H  Ce concert fait partie du Made in America Music Festival.
I  Ce concert fait partie du festival Rock in Rio.
J  Le nombre de tickets vendus et la recette de ce concert sont combinés avec ceux du 19 décembre à Brooklyn.